# Vislanka
Vislanka je obec na Slovensku v okrese Stará Ľubovňa v Prešovském kraji na úpatí Levočských vrchů. Žije zde 258 obyvatel.
První písemná zmínka o obci pochází z roku 1773. V obci je řeckokatolický chrám svatých Kosmy a Damiána z 19. století.